# 1972 في العراق
القوائم التالية للأحداث التي حدثت خلال عام 1972 في الجمهورية العراقية.

## في المنصب
- الرئيس: أحمد حسن البكر
- رئيس الوزراء: أحمد حسن البكر
- نائب الرئيس: صدام حسين

## الأحداث
- تأسيس مسجد عبد الكريم الجيلي في بغداد.
- تأسيس مكتبة الأوقاف المركزية في الموصل.

### أبريل
- 9 أبريل - توقيع معاهدة الصداقة والتعاون العراقية-السوفيتية في بغداد لمدة 15 عاما والتي زادت بموجبها المساعدات العسكرية السوفيتية الموردة إلى العراق كجزء من اتفاق «لتطوير التعاون في سبيل تعزيز القدرة الدفاعية».[1]

### يونيو
- 1 يونيو - تأميم شركة نفط العراق من قبل حكومة العراق من خلال القانون العام 69، مما يجعل الشركة مملوكة للدولة ضمن شركة النفط الوطنية العراقية.[2]

## رياضة

### يناير
- انطلاق نسخة كأس فلسطين للأمم والتي استضافتها بغداد بين 1 و14 من شهر يناير عام 1972.
- تأسيس نادي الحي الرياضي في قضاء الحي، محافظة واسط.

## مواليد
- إبراهيم سالم سعد، لاعب كرة قدم عراقي.
- جمال الدين فالح الكيلاني، باحث ومؤرخ عراقي.
- جوان فؤاد معصوم، شخصية سياسية عراقية.
- حلا صدام حسين، ابنة الرئيس العراقي السابق.
- دلشاد شهاب، سياسي ومعماري.
- رغيد كني، قس عراقي.
- سالم مطر العيساوي، سياسي عراقي.
- سعاد العلي، ناشطة حقوقية عراقية.
- سلمى سالم، ممثلة عراقية.
- شيماء الحيالي، سياسية عراقية.
- صادق سعدون عبد الرضا، لاعب كرة قدم عراقي.
- ضياء الميالي، شاعر عراقي.
- عبد الستار أبو ريشة، سياسي عراقي.
- عبد المجيد الخوئي، عالم دين عراقي.
- محمد إقبال الصيدلي، سياسي عراقي.
- منجد المدرس، جراح وناشط حقوقي عراقي.
- هلكوت زاهر موسيقي وملحن عراقي.

## وفيات
- جعفر آغا لقلق زادة، ممثل عراقي.
- عبد المهدي المنتفكي، سياسي عراقي سابق.
- محمد شكري المفتي، كاتب ولغوي عراقي.
- مريم نرمة، صحفية عراقية.